# Kanala (Kythnos)
Kanala (griechisch Κανάλα (f. sg.)) ist eine Küstensiedlung auf Kythnos auf den Kykladen. Laut der Volkszählung von 2011 hat der Ort 24 Einwohner.

## Allgemeine Angaben
Kanala liegt an der südöstlichen Seite der Insel. Es ist 12 km vom Hafen von Merichas, 10 km von Chora und 5 km von Dryopida entfernt. Es liegt auf einem Kap zwischen den Stränden von Antonides, Ammoudaki und Megali Ammos und verfügt über den einzigartigen Pinienwald der Insel. Ihren Namen verdankt sie der Ikone und der gleichnamigen Kirche Panagia Kanala.
Bei der Volkszählung 1961 wurde Kanala erstmals als Siedlung mit sechs Einwohnern erfasst. Administrativ gehörte es bis 1997 zur Landgemeinde Dryopida, während sie seitdem Teil der Gemeinde Kythnos ist.

## Panagia Kanala
Die heutige Kirche von Panagia Kanala wurde 1869 an der Stelle einer früheren Kirche erbaut. Es ist ein religiöser Wallfahrtsort, da dort die gleichnamige Ikone der Jungfrau Maria aufbewahrt wird, die von der orthodoxen Kirche als wundertätige Ikone verehrt wird. Der Überlieferung nach wurde es von einheimischen Fischern in dem engen Kanal zwischen Kythnos und Serifos gefunden und wird als Werk des Hagiographen Emmanuel Skordilis bezeichnet.
Jedes Jahr am 15. August (Mariä Himmelfahrt) finden in der Siedlung Feierlichkeiten statt, darunter eine Prozession der Ikone, eine Nachstellung ihrer Entdeckung und ein großes Fest. Am 8. September findet außerdem ein Festival statt.